# Гуарапуава
Гуарапуава (порт. Guarapuava) — муниципалитет в Бразилии, входит в штат Парана. Составная часть мезорегиона Юго-центральная часть штата Парана. Входит в экономико-статистический  микрорегион Гуарапуава. Население составляет 164 567 человек на 2007 год. Занимает площадь 3125,852 км². Плотность населения — 54,07 чел./км².
Праздник города — 9 декабря.

## История
Город основан в 1810 году.

## Города-побратимы
- Раштатт, Германия

## Статистика
- Валовой внутренний продукт на 2005 год составляет 1 908 654 217,00 реалов (данные: Бразильский институт географии и статистики).
- Валовой внутренний продукт на душу населения на 2005 год составляет 11 436,00 реалов (данные: Бразильский институт географии и статистики).
- Индекс развития человеческого потенциала на 2000 год составляет 0,773 (данные: Программа развития ООН).

## География
Климат местности: субтропический. В соответствии с классификацией Кёппена, климат относится к категории Cfb.